# Lepthoplosternum
Lepthoplosternum — рід риб з підродини Callichthyinae родини Панцирні соми ряду сомоподібних. Має 6 видів.

## Опис
Загальна довжина представників цього роду коливається від 4,5 до 6,03 см. За зовнішністю ці соми схожі на Hoplosternum. Голова конусоподібна, широка біля потилиці. Нижня губа має глибоку виїмку посередині та невеликою виїмкою збоку. Є 3 пари доволі довгих вусів. Тулуб витягнутий. Спинний плавець широкий, усічений. Жировий плавець маленький, не з'єднаний повністю з тілом. Анальний плавець має розгалужені промені. Хвостовий плавець широкий.

## Спосіб життя
Зустрічаються у швидких річках з хорошим кисневим режимом і чистою водою, а також у повільних струмках і стоячих водоймах. Вдень ховаються серед плавучої рослинності. Активні вночі. Живляться дрібними водними безхребетними, детритом.

## Розповсюдження
Поширені на південь від басейну річки Оріноко, в басейні Ла-Плата, Амазонці в межах Бразилії, Еквадору, Перу, Болівії, Парагваю та Аргентини.

## Види
- Lepthoplosternum altamazonicum
- Lepthoplosternum beni
- Lepthoplosternum pectorale
- Lepthoplosternum stellatum
- Lepthoplosternum tordilho
- Lepthoplosternum ucamara